# Чурапчинський улус
Чурапчинський улус (якут. Чурапчы улууhа) — муніципальний район на півночі Республіки Саха (Якутія). Адміністративний центр — село Чурапча. Утворений 1930 року.

## Географія
Чурапчинський улус — озташований в Центральній Якутії. Велика частина улусу знаходиться на Надленському плато. Улусом протікає річка Амга. Багато озер, найбільше озеро — Чурапча.

## Історія
Під час німецько-радянської війни частина населення Чурапчинського улусу була насильно переселена для розвитку рибальства у північні райони Якутії. З п’яти тисяч переселенців у перші роки загинуло близько двох тисяч.

## Населення
Основна частина населення — якути (97,0%). Тут також живуть: росіяни (1,5%), евени (0,3%), евенки (0,4%), та інші національності (0,8%). Середній вік населення 29 років.

## Люди
На території улусу народилися:
- Яковлєв Семен Степанович (1892—1942) — якутський радянський письменник (село Чакир).

## Адміністративний поділ
Район адміністративно поділяється на 17 муніципальних утворень, які об'єднують 30 населених пунктів:
- сільське поселення «Алагарський наслег»
- сільське поселення «Арилахський наслег»
- сільське поселення «Бахситський наслег»
- сільське поселення «Болтогінський наслег»
- сільське поселення «Болугурський наслег»
- сільське поселення «Китанахський наслег»
- сільське поселення «Мугудайський наслег»
- сільське поселення «Одьулуунський наслег»
- сільське поселення «Соловйовський наслег»
- сільське поселення «Силанський наслег»
- сільське поселення «Телейський наслег»
- сільське поселення «Хадарський наслег»
- сільське поселення «Хатилінський наслег»
- сільське поселення «Хаяхситський наслег»
- сільське поселення «Хоптогінський наслег»
- сільське поселення «Чакирський наслег»
- сільське поселення «Чурапчинський наслег»